# Schloss Wallerstein

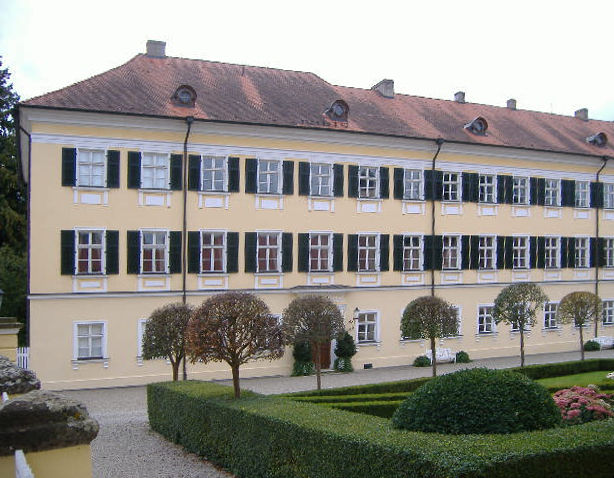
Südflügel des Schlosses

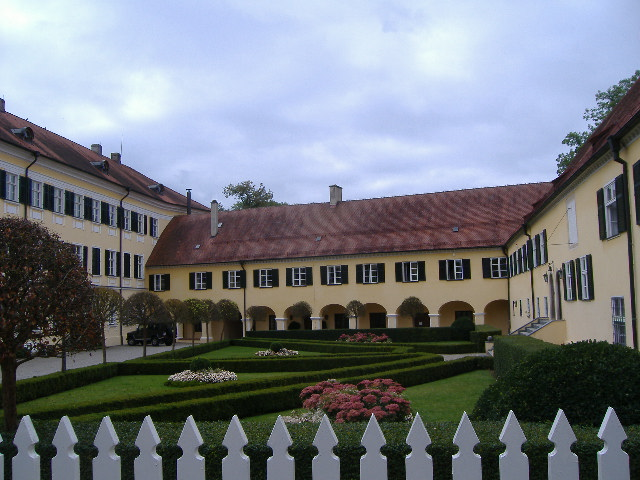
Ostfront des Schlosses

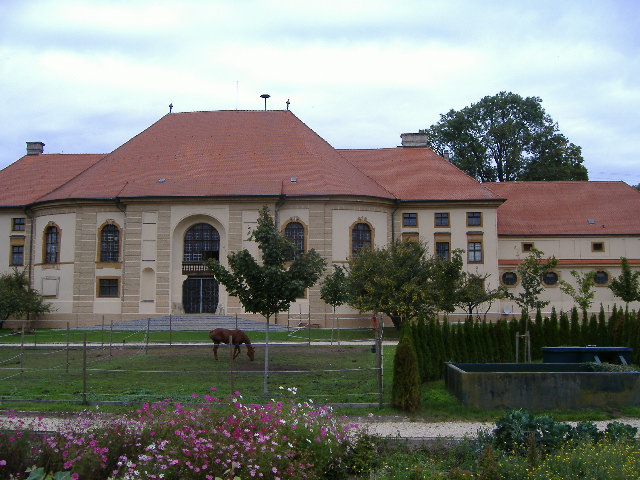
Reithalle, erbaut nach dem Vorbild der Wiener Hofreitschule

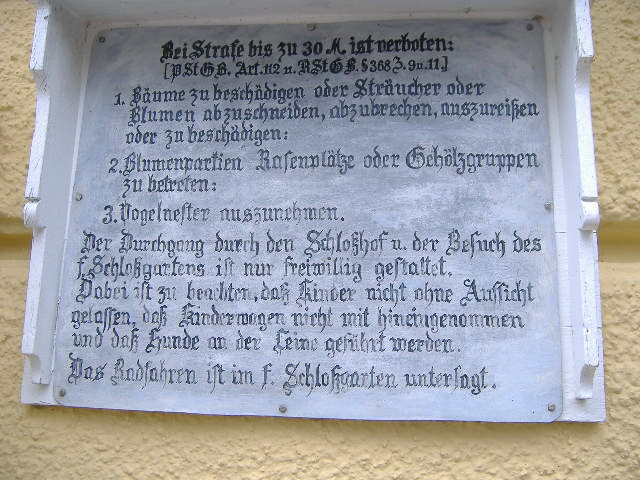
Historische Parkordnungstafel

Schloss Wallerstein ist eine Dreiflügelanlage mit einer klar gegliederten klassizistischen Fassade. Es liegt im Markt Wallerstein im schwäbischen Landkreis Donau-Ries. Das Schloss ist im Besitz der Familie Oettingen-Wallerstein. Es entstand, indem mehrere bereits vorhandene Bauten in ein Gebäude vereinigt wurden.

## Geschichte
Der Plan zur Vereinigung ging von der damaligen Fürstin Wilhelmine zu Oettingen-Wallerstein aus. Sie beauftragte im Herbst 1803 Johann Melchior Hochstatter damit, die Untere Residenz mit ihren vier Gebäuden zu einem Schloss zusammenzufügen.
Die Arbeiten begannen mit dem sogenannten Grünen Haus und dem Welschen Bau auf der Südseite späteren Schlosses. Diese zogen sich bis 1805 hin. Bis dahin hatten die Napoleonischen Kriege das Heilige Römische Reich in seinen Grundfesten erschüttert. Das Fürstentum der Oettingen-Wallersteins wurde 1806 im Rahmen der Mediatisierung ins Königreich Bayern eingegliedert. Die Reichsfürsten zu Oettingen-Wallerstein hatten nicht mehr die Ressourcen für einen weiteren Ausbau.

## Bau
Der Zusammenschluss mehrerer alter Gebäude zu einem Gesamtkomplex lässt sich noch erkennen. Die verschiedenen Grundrisse führen zu einem Rücksprung der Fassade an der Südfront. 
An der Nordseite hingegen gibt es eine durchgehende Fensterfront, die durch den Neubau entstand. 
Teil der Schlossanlage ist ein der Öffentlichkeit nicht mehr zugänglicher Hofgarten im englischen Stil, der im Wesentlichen auf einen Plan von Michael Anton Koch aus dem Jahr 1826 zurückgeht. Im Hofgarten befindet sich noch die nach dem Vorbild der Wiener Hofreitschule erbaute Reitschule mit einem Museum für Wagen- und Reitsport, das Jagdschloss, das Teehaus (einst ein Gewächshaus) sowie das Anfang des 19. Jahrhunderts erbaute Moritzschlösschen.